# Chelsea Football Club 2013-2014
Questa voce raccoglie le informazioni riguardanti il Chelsea Football Club nelle competizioni ufficiali della stagione 2013-2014.

## Stagione
Il 3 giugno il Chelsea annuncia ufficialmente il ritorno dell'ex allenatore di Real Madrid e Inter, José Mourinho, che prende il posto di Rafael Benítez firmando un contratto quadriennale.
I Blues disputano una serie di amichevoli in Thailandia, Malaysia e Indonesia vincendole e partecipa alla Guinness International Champions Cup, arrivando in finale contro il Real Madrid dopo aver battuto Inter e Milan. In seguito batterà, nell'ultima amichevole prima dell'inizio della stagione, un'altra italiana, la Roma.
Il campionato inizia bene con la vittoria per 2-0 sul neopromosso Hull City, segue poi, la vittoria sull'Aston Villa 2-1.
In Champions League il Chelsea è nel girone E insieme a Schalke 04, Basilea e Steaua Bucarest e supera il girone al primo posto.
Il 30 agosto i detentori dell'Europa League sfidano il Bayern Monaco, vincitrice della Champions League, allenati da Josep Guardiola, eterno rivale di Mourinho, nella Supercoppa UEFA. La partita finisce 2-2 dopo i tempi supplementari, successivamente il Bayern vince ai rigori dopo l'errore all'ultimo tiro di Lukaku.

## Maglie e sponsor
Gli sponsor tecnici e ufficiali rimangono gli stessi, rispettivamente Adidas e Samsung.
| Casa | Trasferta | Terza divisa | 1ª portiere | 2ª portiere | 3ª portiere |  |

## Organigramma societario
Aggiornato al 29 giugno 2011.
Area direttiva
- Proprietario: Roman Abramovich
- Presidente: Bruce Buck
- Presidente onorario: Lord Richard Attenborough
- Direttore generale: Ron Gourlay
- Amministratore Delegato: Ron Gourlay
- Consiglio di Amministrazione: Bruce Buck, Eugene Tenenbaum, Ron Gourlay, David Barnard, Mike Forde
- Direttore Amministrazione e Finanza: Chris Alexander
- Responsabile Segreteria Sportiva: David Barnard

Area tecnica
- Allenatore: José Mourinho
- Allenatore in seconda: Steve Holland
- Allenatore dei portieri: Christophe Lollichon, Silvino Louro
- Assistente tecnico: Michael Emenalo
- Preparatori atletici: Rui Faria, Chris Jones
- Osservatori: Mick McGiven, José Morais
- Responsabile settore medico: Paco Biosca
- Medico della prima squadra: Eva Carneiro
- Allenatore delle riserve: Dermot Drummy
- Allenatore della primavera: Adrian Viveash
- Allenatore delle giovanili: Neil Bath
- Assistente di campo: James Melbourne

## Rosa
Rosa e numerazione aggiornate al 17 gennaio 2014.
| N. |                        | Ruolo | Calciatore                    |
| -- | ---------------------- | ----- | ----------------------------- |
| 1  | Rep. Ceca (bandiera)   | P     | Petr Čech                     |
| 2  | Serbia (bandiera)      | D     | Branislav Ivanović            |
| 3  | Inghilterra (bandiera) | D     | Ashley Cole                   |
| 4  | Brasile (bandiera)     | D     | David Luiz                    |
| 5  | Ghana (bandiera)       | C     | Michael Essien                |
| 7  | Brasile (bandiera)     | C     | Ramires                       |
| 8  | Inghilterra (bandiera) | C     | Frank Lampard (vice-capitano) |
| 9  | Spagna (bandiera)      | A     | Fernando Torres               |
| 10 | Spagna (bandiera)      | C     | Juan Mata                     |
| 11 | Brasile (bandiera)     | C     | Oscar                         |
| 12 | Nigeria (bandiera)     | C     | John Obi Mikel                |
| 14 | Germania (bandiera)    | A     | André Schürrle                |
| 15 | Belgio (bandiera)      | C     | Kevin De Bruyne               |

| N. |                        | Ruolo | Calciatore            |  |
| -- | ---------------------- | ----- | --------------------- |  |
| 16 | Paesi Bassi (bandiera) | C     | Marco van Ginkel      |  |
| 17 | Belgio (bandiera)      | C     | Eden Hazard           |  |
| 19 | Senegal (bandiera)     | A     | Demba Ba              |  |
| 21 | Serbia (bandiera)      | C     | Nemanja Matić         |  |
| 22 | Brasile (bandiera)     | C     | Willian               |  |
| 23 | Australia (bandiera)   | P     | Mark Schwarzer        |  |
| 24 | Inghilterra (bandiera) | D     | Gary Cahill           |  |
| 26 | Inghilterra (bandiera) | D     | John Terry (capitano) |  |
| 28 | Spagna (bandiera)      | D     | César Azpilicueta     |  |
| 29 | Camerun (bandiera)     | A     | Samuel Eto'o          |  |
| 33 | Rep. Ceca (bandiera)   | D     | Tomáš Kalas           |  |
| 40 | Portogallo (bandiera)  | P     | Henrique Hilário      |  |
| 46 | Inghilterra (bandiera) | P     | Jamal Blackman        |  |

## Calciomercato

### Sessione estiva(dall'1/7 all'1/9)
Dal punto di vista delle cessioni ci sono le partenze di Benayoun, Malouda e Turnbull a parametro 0, mentre Paulo Ferreira chiude la sua carriera. Viene anche ceduto il centrocampista olandese Jeffrey Bruma per 3 milioni di euro.
Per quanto riguarda gli acquisti tra i più importanti arrivano André Schürrle per circa 22 milioni di euro, Willian per circa 38 milioni, Marco van Ginkel per 10 milioni, Samuel Eto'o e il portiere Mark Schwarzer a parametro zero.
| Arrivi | Arrivi              | Arrivi            | Arrivi                     |
| R.     | Nome                | da                | Modalità                   |
| ------ | ------------------- | ----------------- | -------------------------- |
| A      | André Schürrle      | Bayer Leverkusen  | definitivo (22 milioni €)  |
| C      | Marco van Ginkel    | Vitesse           | definitivo (10 milioni €)  |
| P      | Mark Schwarzer      | Fulham            | definitivo (parametro 0)   |
| D      | Cristián Cuevas     | O'Higgins         | definitivo (2 milioni €)   |
| C      | Willian             | Anži              | definitivo (38 milioni €)  |
| A      | Samuel Eto'o        | Anži              | definitivo (parametro 0)   |
| A      | Christian Atsu      | Porto             | definitivo (4.1 milioni €) |
| A      | Stipe Perica        | Zara              | definitivo                 |
| A      | Isaiah Brown        | West Bromwich     | definitivo                 |
| C      | Michael Essien      | Real Madrid       | fine prestito              |
| C      | Kevin De Bruyne     | Werder Brema      | fine prestito              |
| P      | Thibaut Courtois    | Atlético Madrid   | fine prestito              |
| C      | Lucas Piazon        | Malaga            | fine prestito              |
| A      | Romelu Lukaku       | West Bromwich     | fine prestito              |
| P      | Matej Delač         | Vitória Guimarães | fine prestito              |
| C      | Thorgan Hazard      | Zulte Waregem     | fine prestito              |
| P      | Sam Walker          | Bristol Rovers    | fine prestito              |
| A      | Milan Lalkovič      | Vitória Guimarães | fine prestito              |
| C      | Jhon Pírez          | Sabadell          | fine prestito              |
| A      | Patrick van Aanholt | Vitesse           | fine prestito              |
| C      | Gaël Kakuta         | Vitesse           | fine prestito              |

| Partenze | Partenze            | Partenze        | Partenze                 |
| R.       | Nome                | a               | Modalità                 |
| -------- | ------------------- | --------------- | ------------------------ |
| D        | Jeffrey Bruma       | PSV             | definitivo (3 milioni €) |
| C        | Florent Malouda     | Trabzonspor     | svincolato               |
| A        | Ross Turnbull       | Doncaster       | svincolato               |
| P        | Amin Affane         | Energie Cottbus | svincolato               |
| A        | Yossi Benayoun      | QPR             | svincolato               |
| D        | Archange Nkumu      | -               | svincolato               |
| P        | Thibaut Courtois    | Atlético Madrid | prestito                 |
| A        | Lucas Piazon        | Vitesse         | prestito                 |
| A        | Romelu Lukaku       | Everton         | prestito                 |
| C        | Marko Marin         | Siviglia        | prestito                 |
| C        | Oriol Romeu         | Valencia        | prestito                 |
| C        | Victor Moses        | Liverpool       | prestito                 |
| C        | Thorgan Hazard      | Zulte Waregem   | prestito                 |
| C        | Gaël Kakuta         | Vitesse         | prestito                 |
| C        | Christian Atsu      | Vitesse         | prestito                 |
| P        | Matej Delač         | Vojvodina       | prestito                 |
| P        | Sam Walker          | Colchester Utd  | prestito                 |
| D        | Todd Kane           | Blackburn       | prestito                 |
| A        | Billy Clifford      | Yeovil Town     | prestito                 |
| D        | Wallace             | Inter           | prestito                 |
| D        | Daniel Pappoe       | Colchester Utd  | prestito                 |
| D        | George Saville      | Brentford       | prestito                 |
| A        | Milan Lalkovič      | Walsall         | prestito                 |
| A        | Patrick Bamford     | MK Dons         | prestito                 |
| A        | Jhon Pírez          | Leganés         | prestito                 |
| D        | Patrick van Aanholt | Vitesse         | prestito                 |

### Sessione invernale (dal 3/1 al 31/1)
Il 31 dicembre viene annunciato sul sito ufficiale l'acquisto di Bertrand Traoré per una cifra sconosciuta, girato subito in prestito al Vitesse. Il 15 gennaio il centrocampista Nemanja Matić firma per la squadra londinese che lo ha prelevato per 25 milioni di euro dal Benfica. Il 17 gennaio il terzino sinistro Ryan Bertrand viene ceduto in prestito all'Aston Villa fino al termine della stagione. Il giorno successivo Kevin De Bruyne lascia il Chelsea per il Wolfsburg, a fronte di una cifra di circa 20 milioni di euro. Poi il 25 gennaio 2014 viene ceduto Juan Mata al Manchester United per 45 milioni. Invece il 27 gennaio viene ceduto Michael Essien al Milan a parametro zero.
| Arrivi | Arrivi          | Arrivi  | Arrivi                      |
| R.     | Nome            | da      | Modalità                    |
| ------ | --------------- | ------- | --------------------------- |
| C      | Nemanja Matić   | Benfica | definitivo (25 milioni €)   |
| C      | Bertrand Traoré | Auxerre | definitivo                  |
| C      | Mohamed Salah   | Basilea | "definitivo" (15 milioni €) |

| Partenze | Partenze         | Partenze       | Partenze                  |
| R.       | Nome             | a              | Modalità                  |
| -------- | ---------------- | -------------- | ------------------------- |
| A        | Juan Manuel Mata | Manchester Utd | definitivo (45 milioni €) |
| C        | Kevin De Bruyne  | Wolfsburg      | definitivo (20 milioni €) |
| C        | Bertrand Traoré  | Vitesse        | prestito                  |
| C        | Michael Essien   | Milan          | definitivo (0 €)          |
| D        | Ryan Bertrand    | Aston Villa    | prestito                  |
| C        | Gaël Kakuta      | Lazio          | prestito                  |

## Risultati

### Premier League

#### Andata
| Arbitro: | Jonathan Moss |

|                       |           |  |
| Oscar 13’ Lampard 25’ | Marcatori |  |

| Arbitro: | Kevin Friend |

|                             |           |               |
| Luna 6’ (aut.) Ivanović 73’ | Marcatori | 45+3’ Benteke |

| Manchester 26 agosto 2013, ore 21:00 CEST 2ª giornata | Manchester Utd  | 0 – 0 referto | Chelsea | Old Trafford (75.032 spett.)\| Arbitro: \| Martin Atkinson \| |
| Arbitro:                                              | Martin Atkinson |               |         |                                                               |

| Arbitro: | Howard Webb |

|                |           |  |
| Naismith 45+1’ | Marcatori |  |

| Arbitro: | Marriner |

|                     |           |  |
| Oscar 52’ Mikel 84’ | Marcatori |  |

| Arbitro: | Mike Dean |

|                |           |           |
| Sigurðsson 19’ | Marcatori | 65’ Terry |

| Arbitro: | Neil Swarbrick |

|                |           |                                 |
| Pilkington 52’ | Marcatori | 4’ Oscar 85’ Hazard 86’ Willian |

| Arbitro: | Anthony Taylor |

|                                     |           |           |
| Hazard 33’, 82’ Eto'o 66’ Oscar 78’ | Marcatori | 10’ Mutch |

| Arbitro: | Webb |

|                         |           |            |
| Schürrle 33’ Torres 90’ | Marcatori | 49’ Aguero |

| Arbitro: | Lee Mason |

|                       |           |  |
| Gouffran 68’ Rémy 88’ | Marcatori |  |

| Arbitro: | Marriner |

|                               |           |                        |
| Eto'o 45’ Hazard 90+5’ (rig.) | Marcatori | 60’ Long 68’ Sessegnon |

| Arbitro: | Foy |

|  |           |                                   |
|  | Marcatori | 21’ (rig.), 83’ Lampard 34’ Oscar |

| Arbitro: | Michael Oliver |

|                             |           |              |
| Cahill 55’ Terry 62’ Ba 90’ | Marcatori | 1’ Rodriguez |

| Arbitro: | Dowd |

|                                      |           |                                                 |
| Altidore 14’ O'Shea 50’ Bardsley 86’ | Marcatori | 17’ Lampard 36’, 62’ Hazard 84’ (aut.) Bardsley |

| Arbitro: | Moss |

|                                    |           |                  |
| Crouch 42’ Ireland 50’ Assaidi 90’ | Marcatori | 9’, 52’ Schürrle |

| Arbitro: | Clattenburg |

|                        |           |             |
| Torres 16’ Ramires 35’ | Marcatori | 29’ Chamakh |

| Londra 23 dicembre 2013, ore 21:00 CET 17ª giornata | Arsenal   | 0 – 0 referto | Chelsea | Emirates Stadium (60.039 spett.)\| Arbitro: \| Mike Dean \| |
| Arbitro:                                            | Mike Dean |               |         |                                                             |

| Arbitro: | Jones |

|            |           |  |
| Hazard 29’ | Marcatori |  |

| Arbitro: | Webb |

|                      |           |           |
| Hazard 17’ Eto'o 34’ | Marcatori | 4’ Škrtel |

#### Ritorno
| Arbitro: | Atkinson |

|  |           |                                  |
|  | Marcatori | 60’ Torres 71’ Willian 82’ Oscar |

| Arbitro: | Clattenburg |

|  |           |                       |
|  | Marcatori | 56’ Hazard 87’ Torres |

| Arbitro: | Dowd |

|                   |           |               |
| Eto'o 17’ 45’ 49’ | Marcatori | 78’ Hernandez |

| Londra 29 gennaio 2014, ore 20:45 CET 23ª giornata | Chelsea | 0 – 0 referto | West Ham Utd | Stamford Bridge |

| Manchester 3 febbraio 2014, ore 21:00 CET 24ª giornata | Manchester City | 0 – 1 referto | Chelsea | Etihad Stadium |
| \| \| \| \| \| \| Marcatori \| 32’ Ivanovic \|         |                 |               |         |                |
|                                                        |                 |               |         |                |
|                                                        | Marcatori       | 32’ Ivanovic  |         |                |

| Londra 8 febbraio 2014, ore 16:00 CET 25ª giornata          | Chelsea   | 3 – 0 referto | Newcastle Utd | Stamford Bridge |
| \| \| \| \| \| Hazard 27’ 34’ 63’ (rig.) \| Marcatori \| \| |           |               |               |                 |
|                                                             |           |               |               |                 |
| Hazard 27’ 34’ 63’ (rig.)                                   | Marcatori |               |               |                 |

| West Bromwich 11 febbraio 2014, ore 21:45 CET 26ª giornata  | West Bromwich | 1 – 1 referto | Chelsea | The Hawthorns (24.327 spett.) |
| \| \| \| \| \| Anichebe 87’ \| Marcatori \| 48’ Ivanovic \| |               |               |         |                               |
|                                                             |               |               |         |                               |
| Anichebe 87’                                                | Marcatori     | 48’ Ivanovic  |         |                               |

| Arbitro: | Probert |

|               |           |  |
| Lampard 90+3’ | Marcatori |  |

| Arbitro: | Clattenburg |

|              |           |                        |
| Heitinga 74’ | Marcatori | 52’, 65’, 68’ Schürrle |

| Arbitro: | Oliver |

|                                         |           |  |
| Eto'o 56’ Hazard 60’ (rig.) Ba 88’, 89’ | Marcatori |  |

| Arbitro: | Foy |

|           |           |  |
| Delph 82’ | Marcatori |  |

| Arbitro: | Marriner |

|                                                                 |           |  |
| Eto'o 5’ Schürrle 7’ Hazard 17’ (rig.) Oscar 42’, 66’ Salah 71’ | Marcatori |  |

| Arbitro: | Mason |

|                  |           |  |
| Terry 52’ (aut.) | Marcatori |  |

| Arbitro: | Probert |

|                                   |           |  |
| Salah 32’ Lampard 61’ Willian 72’ | Marcatori |  |

| Arbitro: | Dowd |

|  |           |        |
|  | Marcatori | 68’ Ba |

| Arbitro: | Mike Dean |

|           |           |                               |
| Eto'o 12’ | Marcatori | 18’ Wickham 82’ (rig.) Borini |

| Arbitro: | Martin Atkinson |

|  |           |                        |
|  | Marcatori | 45+3’ Ba 90+4’ Willian |

| Londra 3 maggio 2014, ore 16:00 CET 37ª giornata | Chelsea        | 0 – 0 referto | Norwich City | Stamford Bridge (41.602 spett.)\| Arbitro: \| Neil Swarbrick \| |
| Arbitro:                                         | Neil Swarbrick |               |              |                                                                 |

| Arbitro: | Michael Olivier |

|             |           |                         |
| Bellamy 15’ | Marcatori | 72’ Schürrle 75’ Torres |

### FA Cup
| Arbitro: | Andre Marriner |

|  |           |                     |
|  | Marcatori | 66’ Mikel 71’ Oscar |

| Arbitro: | Chris Foy |

|           |           |  |
| Oscar 27’ | Marcatori |  |

| Arbitro: | Phil Dowd |

|                       |           |  |
| Jovetic 16’ Nasri 67’ | Marcatori |  |

### Football League Cup
| Arbitro: | Michael Oliver |

|  |           |                        |
|  | Marcatori | 29’ Torres 35’ Ramires |

| Arbitro: | Phil Dowd |

|  |           |                          |
|  | Marcatori | 25’ Azpilicueta 66’ Mata |

| Arbitro: | Anthony Taylor |

|                    |           |               |
| Borini 88’ Ki 118’ | Marcatori | 45+1’ Lampard |

### UEFA Champions League

#### Fase a gironi
| Squadra         | P.ti | G | V | N | P | GF | GS | DR |
| --------------- | ---- | - | - | - | - | -- | -- | -- |
| Chelsea         | 12   | 6 | 4 | 0 | 2 | 12 | 3  | +9 |
| Schalke 04      | 10   | 6 | 3 | 1 | 2 | 6  | 6  | 0  |
| Basilea         | 8    | 6 | 2 | 2 | 2 | 5  | 6  | -1 |
| Steaua Bucarest | 3    | 6 | 0 | 3 | 3 | 2  | 10 | -8 |

| Arbitro: | Daniele Orsato |

|           |           |                        |
| Oscar 45’ | Marcatori | 71’ Salah 81’ Streller |

| Arbitro: | Carlos Velasco Carballo |

|  |           |                                                     |
|  | Marcatori | 20’, 55’ Ramires 44’ (aut.) Georgievski 90’ Lampard |

| Arbitro: | Viktor Kassai |

|  |           |                           |
|  | Marcatori | 5’, 67’ Torres 87’ Hazard |

| Arbitro: | Svein Oddvar Moen |

|                       |           |  |
| Eto'o 31’, 54’ Ba 83’ | Marcatori |  |

| Arbitro: | Stéphane Lannoy |

|           |           |  |
| Salah 87’ | Marcatori |  |

| Arbitro: | Gianluca Rocchi |

|        |           |  |
| Ba 10’ | Marcatori |  |

#### Fase a eliminazione diretta
| Arbitro: | Carlos Velasco Carballo |

|             |           |           |
| Chedjou 64’ | Marcatori | 9’ Torres |

| Arbitro: | Felix Brych |

|                     |           |  |
| Eto'o 4’ Cahill 42’ | Marcatori |  |

| Arbitro: | Milorad Mažić |

|                                                |           |                   |
| Lavezzi 3’ David Luiz 61’ (aut.) Pastore 90+3’ | Marcatori | 27’ (rig.) Hazard |

| Arbitro: | Pedro Proença |

|                     |           |  |
| Schürrle 32’ Ba 87’ | Marcatori |  |

| Madrid 22 aprile 2014, ore 20:45 CEST Semifinali - Andata | Atlético Madrid | 0 – 0 referto | Chelsea | Vicente Calderón (52.560 spett.)\| Arbitro: \| Jonas Eriksson \| |
| Arbitro:                                                  | Jonas Eriksson  |               |         |                                                                  |

| Arbitro: | Nicola Rizzoli |

|            |           |                                             |
| Torres 36’ | Marcatori | 44’ Adrián 60’ (rig.) Diego Costa 72’ Turan |

### Supercoppa UEFA
| Arbitro: | Jonas Eriksson |

|                                 |                      |                                      |
| Ribéry 47’ Martínez 120+1’      | Marcatori            | 8’ Torres 93’ Hazard                 |
| Alaba Kroos Lahm Ribéry Shaqiri | Tiri di rigore 5 – 4 | David Luiz Oscar Lampard Cole Lukaku |

## Statistiche di squadra
| Competizione        | Punti | In casa | In casa | In casa | In casa | In casa | In casa | In trasferta | In trasferta | In trasferta | In trasferta | In trasferta | In trasferta | Totale | Totale | Totale | Totale | Totale | Totale |
| Competizione        | Punti | G       | V       | N       | P       | Gf      | Gs      | G            | V            | N            | P            | Gf           | Gs           | G      | V      | N      | P      | Gf     | Gs     |
| ------------------- | ----- | ------- | ------- | ------- | ------- | ------- | ------- | ------------ | ------------ | ------------ | ------------ | ------------ | ------------ | ------ | ------ | ------ | ------ | ------ | ------ |
| Campionato          | 82    | 19      | 15      | 3       | 1       | 43      | 11      | 19           | 10           | 4            | 5            | 28           | 16           | 38     | 25     | 7      | 6      | 71     | 27     |
| FA Cup              | -     | 1       | 1       | -       | -       | 1       | 0       | 2            | 1            | -            | 1            | 2            | 2            | 2      | 1      | -      | 1      | 2      | 2      |
| Football League Cup | 3     | 0       | 0       | 0       | 0       | 0       | 0       | 3            | 2            | 0            | 1            | 5            | 2            | 3      | 2      | 0      | 1      | 5      | 2      |
| Champions League    | 12    | 6       | 4       | 0       | 2       | 10      | 5       | 6            | 2            | 2            | 2            | 9            | 5            | 12     | 6      | 2      | 4      | 19     | 10     |
| Supercoppa UEFA     | -     | -       | -       | -       | -       | -       | -       | -            | -            | -            | -            | -            | -            | 1      | 0      | 1      | 0      | 2      | 2      |
| Totale              | 97    | 26      | 20      | 3       | 3       | 54      | 16      | 30           | 15           | 6            | 10           | 44           | 25           | 56     | 34     | 10     | 12     | 99     | 43     |